# Nemanja Nedović
Nemanja Nedović (Nova Varoš, 16 de junho de 1991) é um basquetebolista profissional sérvio, atualmente joga no Panathinaikos que disputa a Liga Grega e a Euroliga.

## Ligações Externas
- Nemanja Nedović no X